# István Herczeg
István Herczeg (ur. 7 grudnia 1887 w Apátfalvie, zm. 3 lipca 1949 w Szatymaz) – węgierski gimnastyk, medalista olimpijski.
Uczestniczył w rywalizacji na V Letnich Igrzyskach olimpijskich rozgrywanych w Sztokholmie w 1912 roku. Wystartował tam w jednej konkurencji gimnastycznej. W wieloboju drużynowym w systemie standardowym, z wynikiem 45,45 punktu, zajął z drużyną drugie miejsce, przegrywając jedynie z drużyną włoską.
Reprezentował barwy klubu Szegedi Torna Egylet.